# گورستان بزرگ طشت
قبرستان بزرگ طشت مربوط به دوران پیش از تاریخ ایران باستان است و در شهرستان ایرانشهر، بخش بزمان، روستای طشت واقع شده و این اثر در تاریخ ۱۷ اسفند ۱۳۸۱ با شمارهٔ ثبت ۷۷۰۸ به‌عنوان یکی از آثار ملی ایران به ثبت رسیده است.